# Mäkelä (azienda)

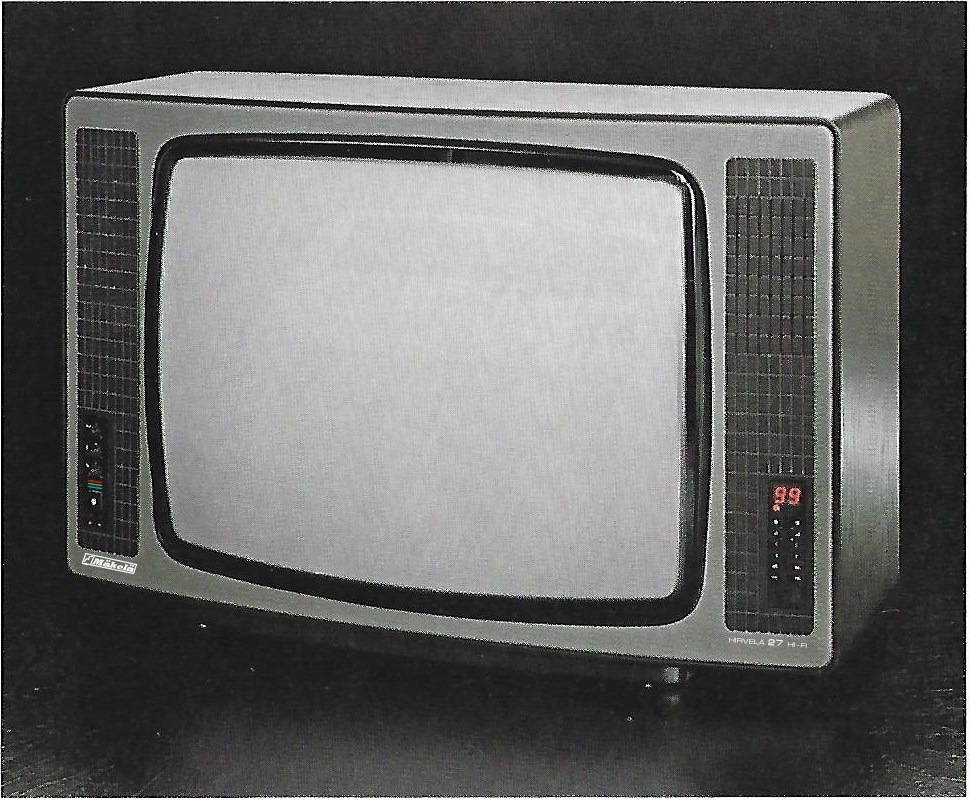
Mäkelä Hirvelä 27 Hi-Fi

La Mäkelä Italiana S.r.l. (dal 1978 Mäkelä Italiana S.p.A.) è stata un'azienda italiana produttrice di apparecchi di elettronica di consumo, filiale dell’azienda finlandese Mäkelä Radio Oy.

## Storia
Gli esordi dell'azienda risalgono al 1961, ad opera di due imprenditori di origine finlandese stanziatisi in Italia a seguito della guerra, i fratelli Raimo e Matti Niemelä, che stipularono un accordo con la finlandese Mäkelä Oy di Tampere per la fornitura di telai e parti staccate di apparecchi radio, TV e giradischi. Si stabilirono a Vigevano, dove ebbe inizio l'attività di produzione di tali apparecchi.
L'azienda crebbe progressivamente di dimensione, staccandosi sempre di più dalla casa madre finlandese e iniziando a sviluppare il proprio reparto di progettazione autonomo. Il picco di produttività della Mäkelä raggiungerà il suo massimo splendore nei primi anni '70, arrivando a contare oltre 100 dipendenti. Tuttavia non ci furono investimenti sufficienti sulla pubblicità, ragione per la quale il marchio è difficilmente ricordato dal grande pubblico. 
Oltre al marchio omonimo, Mäkelä commercializzava i suoi prodotti anche con i marchi Ventoniemi, Ilmaphon e Kariniemen Radio.

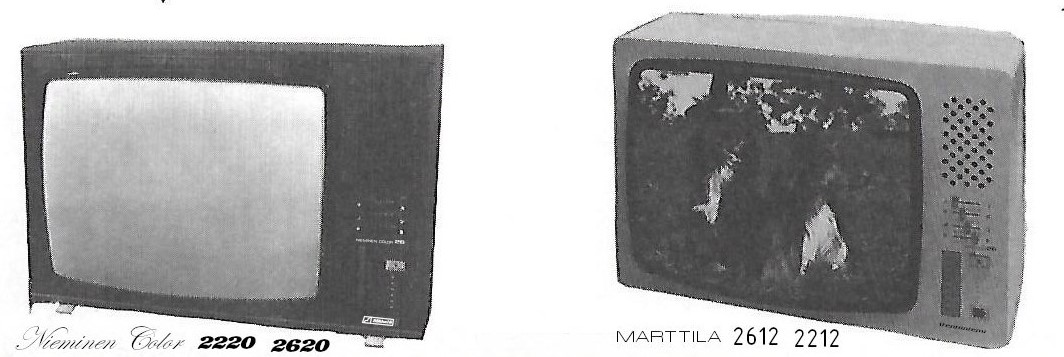
Mäkelä Nieminen Color e Marttila

Nel 1970 i fratelli Niemelä lasciano la direzione dell'azienda all'imprenditore Enrico Mainetti e si misero in proprio creando sempre a Vigevano una nuova società denominata Nordic Electronics S.r.l., che continuava comunque ad assemblare apparecchi TV e compatti stereo con telai forniti da Mäkelä. La Nordic Electronics continuerà la propria attività fino alla metà degli anni '80, per poi rimanere attiva solo come grossista di componenti elettronici.
Nel 1974 Mäkelä produsse la sua prima serie di TV color, i modelli "Nieminen Color 2620" e "Marttila 2612". Nello stesso periodo vengono stipulati accordi con alcuni grossi mobilifici del centro-nord Italia, che svolsero un ruolo centrale nella promozione dei TV Mäkelä omaggiati con l'acquisto di un nuovo arredamento. Gli stessi mobilifici fungevano da intermediari per la riparazione in garanzia degli apparecchi.
Nel 1978 venne totalmente abbandonata la produzione di radio e compatti Hi-Fi per concentrarsi esclusivamente sulla produzione di TV in bianco e nero e a colori con i marchi Mäkelä, Ventoniemi, Nordic Color e Ilmaphon. Nello stesso anno venne introdotto il primo TV con sintonia a sintesi di frequenza, la serie "Merihelmi 99" e "Salminen 99".
Nello stesso periodo venne creata una filiale distributiva a Melegnano (MI), denominata Nord Blitz Korporation (identificata anche come "NBK" o "No.bli.ko."), che ebbe il ruolo di secondo distributore dei TV della Casa vigevanese, da loro commercializzati con il marchio Nörding. In tale periodo Mäkelä ebbe anche il ruolo di terzista per altre compagnie: televisori di produzione Mäkelä vennero commercializzati anche dall'organizzazione Melchioni a marchio Irradio e dalla torinese Watt Radio.
Nei primi anni '80 Mäkelä comincia a navigare in cattive acque: ci fu sempre più ombra sul futuro dell'azienda, sempre più schiacciata dalla concorrenza dei grandi nomi e dalla generale crisi del settore dell'elettronica di consumo italiana. Si assistette alla riduzione dell'organico dei dipendenti e del consiglio aziendale e la produzione era ormai quasi del tutto incentrata sull'assemblaggio conto terzi.

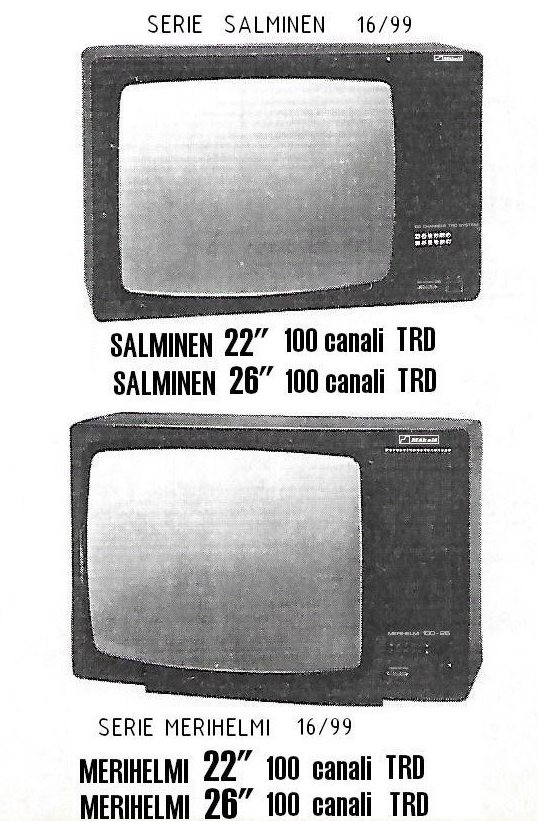
Mäkelä Salminen 99 e Merihelmi 99

Tra gli ultimi prodotti della Casa vi furono i TV color stereofonici "Hirvelä 27" Hi-Fi" e "Naantali 22" Hi-Fi", dotati di presa SCART ed equipaggiabili con decoder televideo.
L'avventura della Mäkelä ebbe fine nell'aprile 1984, allorché la società dichiara istanza di fallimento al tribunale di Pavia. Le attività rimasero sospese per un certo periodo, fino a quando Enrico Mainetti e il socio Massimo Nazari rilevarono dall'asta fallimentare parte delle linee produttive e della strumentazione, dando vita a una nuova società, la Emme-Enne Elettronica s.n.c. di Mainetti e Nazari, proseguendo per qualche tempo la produzione di TV color a marchio Mäkelä, che terminò definitivamente a inizio anni '90, quando i due soci decisero di concentrarsi sulla produzione, in forma artigianale, di amplificatori e impianti acustici.